# اپسیلون مثلث
اپسیلون مثلث یک ستاره است که در صورت فلکی سه‌سو قرار دارد.